# Kukavičja lučca
Kukavičja lučca (znanstveno ime Lychnis flos-cuculi) je travniška cvetlica iz družine klinčnic.

## Opis
Kukavičja lučca zraste od 20 do 90 cm visoko in ima značilne globoko razdeljene venčne liste rožnate barve. Cvetovi so veliki od 3-4 cm, razvijejo pa se na vrhu stebla, ki se proti vrhu razdeli na več vej. Steblo samo je poraščeno z gostimi, navzdol obrnjenimi dlačicami.
Najbolje uspeva na vlažnih ter dobro gnojenih in močvirnatih travnikih ali nizkih barjih. Prija ji dobro pognojena humusna zemlja, pa tudi ilovnata. Cveti od junija do julija, njena domovina pa je Evropa. Kasneje se je udomačila tudi na severovzhodu Severne Amerike.  